# 李超恩
李超恩（韓語：이채운，2006年4月11日—），韩国单板滑雪运动员，2024年冬季青年奥林匹克运动会男子U型场地技巧和男子坡面障碍技巧金牌得主、2025年亚洲冬季运动会男子坡面障碍技巧金牌得主。